# Madeleine Edmunds
Madeleine Edmunds (Gold Coast, 3 de enero de 1992) es una deportista australiana que compitió en remo. Es hija del remero Ian Edmunds.
Ganó una medalla de bronce en el Campeonato Mundial de Remo de 2017, en la prueba de doble scull. Participó en los Juegos Olímpicos de Río de Janeiro 2016, ocupando el séptimo lugar en el cuatro scull.

## Palmarés internacional
| Campeonato Mundial | Campeonato Mundial        | Campeonato Mundial | Campeonato Mundial |
| Año                | Lugar                     | Medalla            | Prueba             |
| ------------------ | ------------------------- | ------------------ | ------------------ |
| 2017               | Sarasota (Estados Unidos) | Medalla de bronce  | Doble scull        |